# Fame (musikal)
Fame är en musikal med musik av Steven Margoshes och text av Jacques Levy. Den handlar om ett antal ungdomar på en musik/dans/teaterskola. Den hade premiär 1988 i Miami.

## Karaktärer
Dramaklassen
- Serena Katz
- Nicholoas (Nick) Piazza
- José (Joe) Vegas

Musikklassen
- Schlomo Metzenbaum
- Grace Lamb (Lambchops)
- Goodman King (Goody)

Dansklassen
- Carmen Diaz
- Tyrone Jackson
- Iris Kelly
- Mabel Washington

Lärarna
- Miss Sherman (engelska)
- Miss Bell (dans)
- Mr Sheinkopf (musik)
- Mr Meyers (drama)

## Låtlista/handling
Akt 1
- Hårt jobb (Hard Work) Eleverna får veta att de kommit in, och träffar lärarna och klasskamraterna, på PA (High School of Performing Arts).
- Jag vill vara magisk (I Want To Make Magic) Nick vill bli en stor skådespelare.
- Styv och stel (Can't Keep It Down) Under en dramalektion berättar Joe Vegas om sitt lilla problem när han ser en tjej.
- Tyrones rap (Tyrone's Rap) Tyrone är stolt över att han är svart.
- Där går hon/Fame (There She Goes/Fame) Carmen vill bli en stjärna.
- Ett par som älskar (Let's Play a Love Scene) Serena är kär i Nick.
- Våra elever (The Teachers' Argument) Miss Sherman och Miss Bell bråkar om betygssättningen.
- Hårt jobb (repris) (Hard Work (Reprise))

Akt 2
- Jag vill vara magisk (repris) (I Want to Make Magic (Reprise))
- Mabels bön (Mabel's Prayer) Mabel vill äta men får inte eftersom hon är danserska.
- Tänk på Meryl Streep (Think of Meryl Streep) Serena vill bli en duktig skådespelerska.
- Dansa mitt i gatan (Dancin' on the Sidewalk) Tyrone dagdrömmer.
- Söner och döttrar (These Are My Children) Miss Sherman berättar om varför hon blev lärare.
- I L.A. (In L.A.) Carmen berättar om vad som hänt i Los Angeles.
- Ett par som älskar (repris) (Let's Play a Love Scene (Reprise)) Nick och Serena är kära.
- Ge oss imorgon (Bring On Tomorrow) Eleverna går ut skolan. Sörjer Carmen.
- Fame Shownummer.